# Danthonia cachemyriana
Danthonia cachemyriana är en gräsart som beskrevs av Hippolyte François Jaubert och Édouard Spach. Danthonia cachemyriana ingår i släktet knägrässläktet, och familjen gräs. Inga underarter finns listade i Catalogue of Life.